# Stor-Lässejaure
Stor-Lässejaure är en sjö i Sorsele kommun i Lappland och ingår i Umeälvens huvudavrinningsområde. Sjön har en area på 0,445 kvadratkilometer och ligger 426 meter över havet. Stor-Lässejaure ligger i Lässejaure Natura 2000-område.

## Delavrinningsområde
Stor-Lässejaure ingår i det delavrinningsområde (727453-160622) som SMHI kallar för Utloppet av Stor-Lässejaure. Medelhöjden är 428 meter över havet och ytan är 1,81 kvadratkilometer. Det finns inga avrinningsområden uppströms utan avrinningsområdet är högsta punkten. Vattendraget som avvattnar avrinningsområdet har biflödesordning 5, vilket innebär att vattnet flödar genom totalt 5 vattendrag innan det når havet efter 334 kilometer. Avrinningsområdet består mestadels av skog (30 procent) och sankmarker (45 procent). Avrinningsområdet har 0,44 kvadratkilometer vattenytor vilket ger det en sjöprocent på 24,6 procent.